# Liepna socken
Liepna socken (lettiska: Liepnas pagasts) är ett administrativt område i Alūksne kommun, Lettland.